# Pentti Renvall
Pentti Uuno Nathanael Renvall, född den 29 mars 1907 i Åbo, död den 29 oktober 1974 i Grankulla, var en finländsk historiker och professor i finsk och skandinavisk historia vid Helsingfors universitet från 1950. Renvall arbetade 1931-45 vid finska Riksarkivet och förestod landsarkivet i Åbo 1945-50. 
Renvall var tidskriften Historiallinen Aikakauskirjas huvudredaktör 1960-69.

## Släkten Renvall
Renvall är en gammal präst-, lärar- och ämbetsmannasläkt från Halikko. Mera bemärkta släktmedlemmar är ärkebiskopen Torsten Thure Renvall (1817-98) och hans söner, naturalhistorikern Thorsten Renvall (1868-1927) och senatorn Heikki Renvall. Brorsöner till dem och kusiner var skulptören Ben Renvall (1903-79) och historikern Pentti Renvall.

## Historikern
Pentti Renvall var framstående kännare av Finlands politiska och sociala historia under 1500-talet och utqav flera arbeten om denna epok, bl.a. Klaus Fleming und der finnische Adel och Kuninkaanmiehiä ja kapinoitsijoita Vaasan-kauden Suomessa, där klubbekriget ges en huvudsakligen psykologisk förklaring, och menade att det som hade legat bakom var krigströtthet och en andlig efterblivenhet hos bönderna i de perifera delarna av Finland. När Eric Anthoni kritiserade Renvall i en recension av Suomen historian käsikirja för hans beskrivning av klubbekriget som varande snävt nationalistiskt och kallsinnig gentemot den upproriska allmogen flammade en historisk dispyt upp. Renvall höll fast vid sitt synsätt, betonade behovet av att se på krisen från finländsk synpunkt och var särskilt irriterad över anklagelsen om kallsinnighet. Enligt honom letade finlandssvenska historiker alltid efter en nationalistisk attityd när de läste forskningsarbeten av finskspråkiga kolleger. Därigenom glömde de att deras främsta uppgift var att finna förklaringar till historiska företeelser, inte bara rekonstruera en händelse eller att visa empati för historiska aktörer. Anthoni menade att Renvalls förklaringsiver lockade honom att påstå saker som inte stod att finna i källorna. Först kom syntesen, sedan eventuellt analysen. 

### Historisk metod
Ett annat av Pentti Renvalls specialområden var historisk metod. År 1945 skrev han en debattartikel i tidskriften Historiallinen Aikakauskirja, där han utpekade historikerna som medskyldiga till den sociala och politiska oron i det efterkrigstida Finland, eftersom oron bottnade i okunskap om landets historia bland vanligt folk. Historikerns plikt var att stärka folkets samhälleliga tålamod och klarsyn genom att visa hur samtiden hängde ihop med det förlutna. Denna vädjan blev en av inspirationskällorna till Suomen historian käsikirja. Handbokens huvudredaktör var Arvi Korhonen. Den äldre generationen av finsknationella historiker, som Jalmari Jaakkola, Arno R. Cederberg och Einar W. Juva var inte tillfrågade som författare. Korhonen och Renvall var handbokens viktigaste författare, landets auktoriteter, som undervisade många generationer av studenter i enlighet med bokens grundidé. Finland hade alltid varit och skulle alltid förbli en distinkt helhet, ett självklart subjekt i historien. 
Den moderna historieskrivningens principer (1965) översattes direkt till svenska och kom att ingå i kurslitteraturen fram till 1980-talet. Ett av dess ledande teman var Renvalls intresse för strukturella krafter som höll ihop samhällen och gav dem historisk kontinuitet. Denna uppfattning kunde smidit kombineras med en nationell synvinkel där tradition och stabilitet antogs vara det normala och eftertraktade. Renvall använde systematiskt uttrycket "strukturella likheter" för att framhäva att historisk forskning kunde bli allmännyttig bara om den påvisade de sammanbindande mönstren och analogierna mellan det förflutna och nutiden. 
På en central punkt skilde sig Renvalls tolkningar av Finlands historia från andra. Under sin studietid vid Åbo universitet hade han tagit intryck av Eino Kaila, som introducerat den logiska empirismen - och den tyska gestaltpsykologin. Renvall kom också att assistera vid ett psykologiskt forskningsinstitut i Tyskland innan han fortsatte som historiker. vurmen för strukturella likheter i historien bottnade i en övertygelse om att historiska förklaringar skulle vara totala men inte nödvändigtvis kausala. Och eftersom individen stod i centrum måste förklaringar av denna totalitet härröra från människans psykologi och biologiska utveckling. Konflikter mellan sociala grupper var tecken på att de stod på olika psykologiska nivåer. 

#### Nordiska historiska metodkonferenser
Även källkritik var en annan punkt som Renvall betonade i sin handbok. Och i det avseendet påminde hans metodbok om tre andra nordiska metodböcker i historia som publicerades i mitten av 1960-talet, H.P. Clausens Hvad er historie? (1963), Rolf Torstendahls Historia som vetenskap (1966) och Ottar Dahls Grunntrekk i historieforskningens metodelære (1967). Författarna sammanstrålade på de Nordiska historiska metodkonferenserna och utbytte manuskript. Men om någon av dessa böcker skilde sig från de andra, så var det Renvalls arbete. Den präglades av en i det närmaste litterär stil som hade blivit olämplig i skandinaviska historikerkretsar och påminde såtillvida inte alls om en typisk instruktionsbok från 1960-talet. Renvall dessutom alltför fixerad vid den psykologiska dimensionen för att ta intryck av nya trender, vilket gjorde att hans bok från början var förlegad.